# ユージン・V・デブス

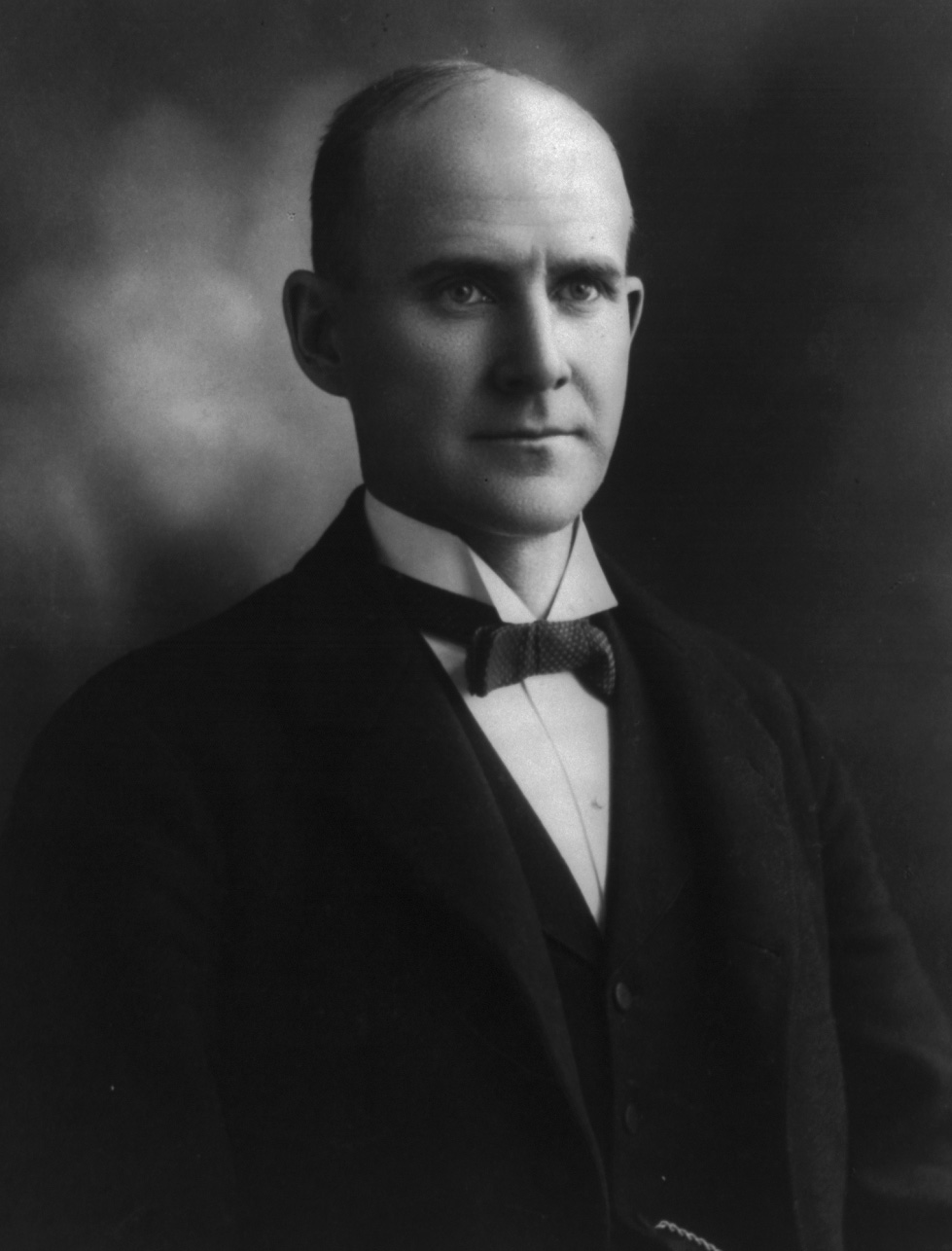
ユージン・V・デブス

ユージン・ヴィクター・デブス（Eugene Victor Debs, 1855年11月5日 - 1926年10月20日）は、アメリカ合衆国の政治家・労働運動活動家。生涯のうち5度にわたってアメリカ社会党からアメリカ大統領選挙に立候補した。

## 叩き上げの組合活動
フランス中東部のアルザスからの移民の子としてインディアナ州テレホートに生まれる。17歳の時に鉄道労働者（機関士）となり、2年後の1874年に組合活動を開始。頭角を現した彼は1884年に民主党のインディアナ州議会議員となる。1893年にはそれまでの保守的な組合を離脱し、アメリカ初の産業別労働組合となるアメリカ鉄道組合（en）を組織。翌1894年のグレート・ノーザン鉄道でのストライキを勝利に結びつけた。しかしこの年のプルマン・ストライキ（en）での強硬路線は政府・軍の弾圧によって失敗し、デブスは逮捕される。この獄中でカール・マルクスの著作を読んで社会主義者となった。

## 全国的な労働運動と政治へ
翌1895年に釈放されたデブスは、プルマン・ストライキの経験者と社会民主党を組織し1900年の大統領選挙に立候補したのを皮切りに、1904年、1908年、1912年の大統領選挙にアメリカ社会党から立候補した。そのうち、1912年の得票率6%が最高の成績であった。
また、1905年にはサミュエル・ゴンパーズ率いるアメリカ労働総同盟（AFL）の労使協調を主張してストライキや革命運動に反対する保守傾向を非難し、新たに結成された世界産業労働組合（IWW）にダニエル・デ・レオンらとともに創設者のひとりとして加わった。しかし、ストライキやプロパガンダ活動、ボイコットなどの直接行動が主流となるなかでアメリカ社会党を軸に政党や選挙、議会などの政治闘争を重視するデブスやデ・レオンの路線は少数となり、1908年には離脱を余儀なくされた。
その後もIWWの直接行動路線に社会党は振り回されることとなった。民主党と共和党の両党だけでなく、進歩主義の風潮のなかで進歩党が結成されるなど、社会党の存在は既存の政治勢力に競うように取り込まれていった。そんな進歩した政策を執った政治家の筆頭こそ民主党のウッドロウ・ウィルソン大統領であり、社会党は独自性を失っていった。

## 反戦論と逮捕・収監
その後、第一次世界大戦においてはドイツによる無制限潜水艦作戦の影響でアメリカ世論がタカ派に傾き1917年には参戦するなかで、1918年には大戦に反対するデブスの演説が前年に制定された諜報活動（スパイ）防止法違反に問われてしまう。彼は最高裁判所まで争ったが、1919年4月にはジョージア州アトランタの刑務所に10年の刑で収監される。こうして1920年の大統領選挙にはデブスはふたたびアメリカ社会党に擁立され、今度は獄中から立候補することになった。この選挙では有権者増により過去最高の得票を得たものの、反戦論を非国民視する風潮のなか得票率では3.4％にとどまった。
1921年のクリスマスに、デブスはハーディング大統領による恩赦で釈放された。その3年後にノーベル平和賞に推薦される。1926年に獄中生活から体調を崩してサナトリウムに入院するが、サナトリウムでは民間療法や代替医療しか施されず病状が悪化し10月20日に死去（70歳）。その頃には既にロシア革命の影響を受けたアメリカ共産党と分裂していたアメリカ社会党は、勢力を落としていった。